# Arthur Schlesinger Sr.
Arthur Meier Schlesinger, Sr. (Xenia, 27 febbraio 1888 – Cambridge, 30 ottobre 1965), è stato uno storico statunitense.

## Biografia
Direttore dell'American Historical Association dal 1942 e docente alla Harvard University dal 1924 al 1954, fu autore di importanti opere storiografiche quali Storia politica e sociale degli USA (1925) e Sentieri verso il presente (1949). Suo figlio fu il celebre Arthur Schlesinger Jr.